# تهوال
تهوال (به اسپانیایی: Volcán Tahual) یک آتشفشان در گواتمالا است که در بخش جلاپا واقع شده‌است. تهوال ۱٬۷۱۶ متر بالاتر از سطح دریا واقع شده‌است.